# Lucius Aelius Stilo Praeconinus
Lucius Aelius Stilo Praeconinus (przełom II/I wieku p.n.e.) – uczony gramatyk rzymski, znawca retoryki, jeden z nauczycieli Warrona i Cycerona. Uznawany jest za pierwszego rzymskiego filologa. Zajmował się Plautem i kwestią autentyczności jego dzieł, objaśniał tekst dwunastu tablic, kultową pieśń Saliów, stare księgi pontyfików itp., prowadził także badania etymologiczne.